# 大贡布勒蒙

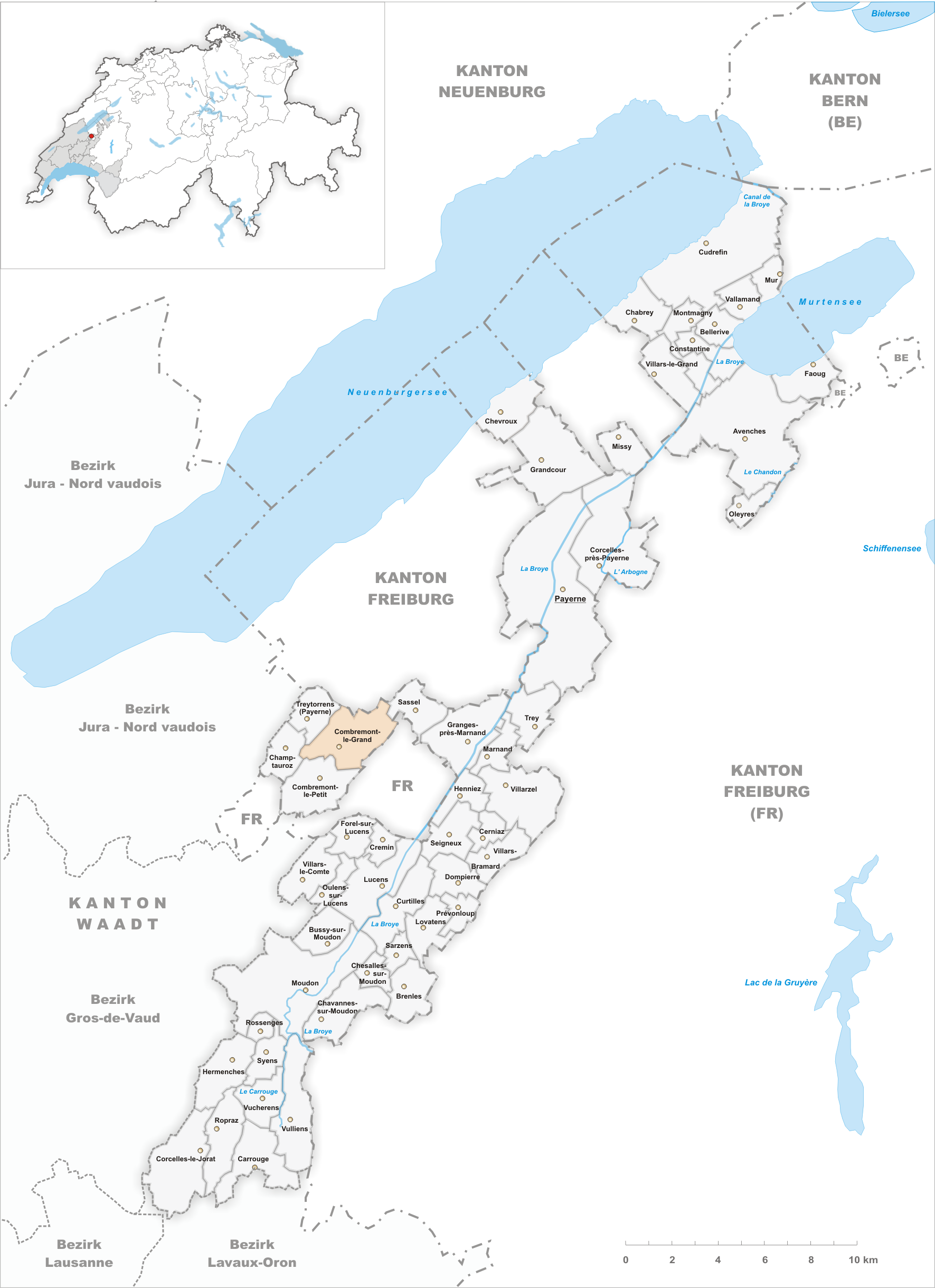
合并前的大贡布勒蒙

大贡布勒蒙（法語：Combremont-le-Grand）曾是瑞士联邦西部法语区的沃州下设的一个镇。在行政上属于布罗瓦-维利区管辖。大贡布勒蒙的总面积为6.60平方公里。截至2007年底，总人口为283。

## 历史
2011年7月1日，原塞尔尼亚、大贡布勒蒙、小贡布勒蒙、马尔南附近格朗日、马尔南、撒塞尔、塞尼欧、维拉尔布拉马尔镇正式合并，组成瓦勒布罗瓦镇。